# Sovkhozni (Adiguèsia)
|  | Per a altres significats, vegeu «Sovkhozni». |

Sovkhozni - Совхозный (rus) és un possiólok de la República d'Adiguèsia, a Rússia. És a 4 km al nord de Tulski i a 8,5 km al sud de Maikop.
Pertanyen a aquest possiólok els khútors de Grozni, Pritxtovski i Xaumian, i els possiolki de Pobeda i Udobni.